# Nima Sangay
Nima Sangay  là một cầu thủ bóng đá người Bhutan, hiện tại thi đấu cho Druk Pol. Anh ra mắt lần đầu cho Đội tuyển bóng đá quốc gia Bhutan năm 2005.

## Thống kê sự nghiệp

### Bàn thắng quốc tế
| 1.                                          | 4 tháng 6 năm 2008 | Sân vận động Sugathadasa, Colombo, Sri Lanka | Bangladesh | 1–1 | Hòa | 2008 SAFF C. |
| Chính xác tính đến ngày 21 tháng 7 năm 2013 |                    |                                              |            |     |     |              |